# Mikroregion Hvozdnice
Mikroregion Hvozdnice je dobrovolný svazek obcí v okresu Opava, jeho sídlem je Dolní Životice a jeho cílem je Realizace strategického plánu trvale udržitelného rozvoje regionu svazku obcí a dalších aktivit v oblasti ekonomického rozvoje, rozvoje venkova, kvality života, rozvoje cestovního ruchu, rozvíjení kulturních a historických hodnot regionu, ochrany životního prostředí, propagace regionu a vytváření příznivých vnitřních a vnějších vztahů. Sdružuje celkem 11 obcí a byl založen v roce 2003.

## Obce sdružené v mikroregionu
- Dolní Životice
- Jakartovice
- Jezdkovice
- Lhotka u Litultovic
- Litultovice
- Mikolajice
- Mladecko
- Otice
- Slavkov
- Štáblovice
- Uhlířov